# پرودنسیو نورالس
پرودنسیو نورالس (اسپانیایی: Prudencio Norales‎؛ زادهٔ ۲۰ آوریل ۱۹۵۶) بازیکن فوتبال اهل هندوراس بود.
از باشگاه‌هایی که در آن بازی کرده‌است می‌توان به باشگاه فوتبال دپورتیوو المپیا اشاره کرد.
وی همچنین در تیم‌های ملی فوتبال زیر ۲۰ سال هندوراس و هندوراس بازی کرده‌است.